# Nora Ricci
Nora Ricci (* 19. Juli 1924 in Viareggio, Toskana; † 16. April 1976 in Rom, Latium) war eine italienische Schauspielerin.

## Leben und Karriere
Nora Ricci wurde in der Toskana als Tochter der Schauspieler Renzo Ricci (1899–1978) und Margherita Bagni (1902–1960) geboren. Mit 17 Jahren begann sie ihre Schauspielausbildung in Rom bei der Accademia Nazionale di Arte Drammatica unter Leitung von Silvio D’Amico. Nach Ende ihrer Schauspielausbildung wurde sie unter anderem Mitglied des Schauspielensembles von Laura Adani. Profiliert war auch ihre Zusammenarbeit mit Luchino Visconti, unter dessen Regie sie bereits in den 1940ern beim Theater spielte. Später wurde Ricci in insgesamt fünf Filmen des Regisseurs besetzt, in Viscontis Filmklassikern Die Verdammten (1969) und Tod in Venedig (1971) spielte sie Gouvernanten, in Ludwig II. (1972) war sie als königliche Hofdame Ida Ferenczy zu sehen. 1966 spielte sie eine der Hauptrollen als streitende Ehefrau in Aber, aber, meine Herren… von Pietro Germi, der mit der Goldenen Palme von Cannes ausgezeichnet wurde. Ihre letzte Rolle spielte sie 1974 in einer fünfteiligen Fernsehadaption von Anna Karenina als Lidia Ivanovna, danach musste sie sich krankheitsbedingt von der Schauspielerei zurückziehen.
Während ihrer Schauspielausbildung lernte sie ihren Kollegen Vittorio Gassman kennen, mit dem sie von 1944 bis zur Scheidung 1952 verheiratet war. Ihre gemeinsame Tochter ist die Theaterschauspielerin Paola Gassman (* 1945). Nora Ricci starb im April 1976 im Alter von 51 Jahren an Leberversagen.

## Filmografie (Auswahl)
- 1951: Bellissima
- 1954: Il medico dei pazzi
- 1955: Mädchen von 18 Jahren (Le diciottenni)
- 1962: Privatleben (Vie privée)
- 1963: Giuseppe Verdi (Fernseh-Miniserie, 5 Folgen)
- 1963: Il giorno più corto
- 1966: Aber, aber, meine Herren… (Signore & signori)
- 1967: Hexen von heute (Le streghe)
- 1968: Das Mädchen, das nicht nein sagen konnte (Tenderly)
- 1968: Huckepack (La matriarca)
- 1969: Die Verdammten (La caduta degli dei)
- 1969: Metti, una sera a cena
- 1971: Tod in Venedig (Morte a Venezia)
- 1971: Roma bene – Liebe und Sex in Rom (Roma bene)
- 1972: Paulina 1880
- 1973: Ludwig II. (Ludwig)
- 1974: Der Nachtportier (Il portiere di notte)
- 1974: Anna Karenina (Fernsehserie, 4 Folgen)